# Eli Matheson
Eli Matheson, né le 12 juillet 1983 à Lithgow, est un joueur australien de hockey sur gazon.

## Palmarès
- Médaille de bronze aux Jeux olympiques de Pékin en 2008[1]